# كيل جيمس هولدر
كيل جيمس هولدر (بالإنجليزية: Cale James Holder)‏ هو محامي وقاضي وضابط أمريكي، ولد في 5 أبريل 1912 في لورينسيفيل في الولايات المتحدة، وتوفي في 23 أغسطس 1983.